# Villa Miralago

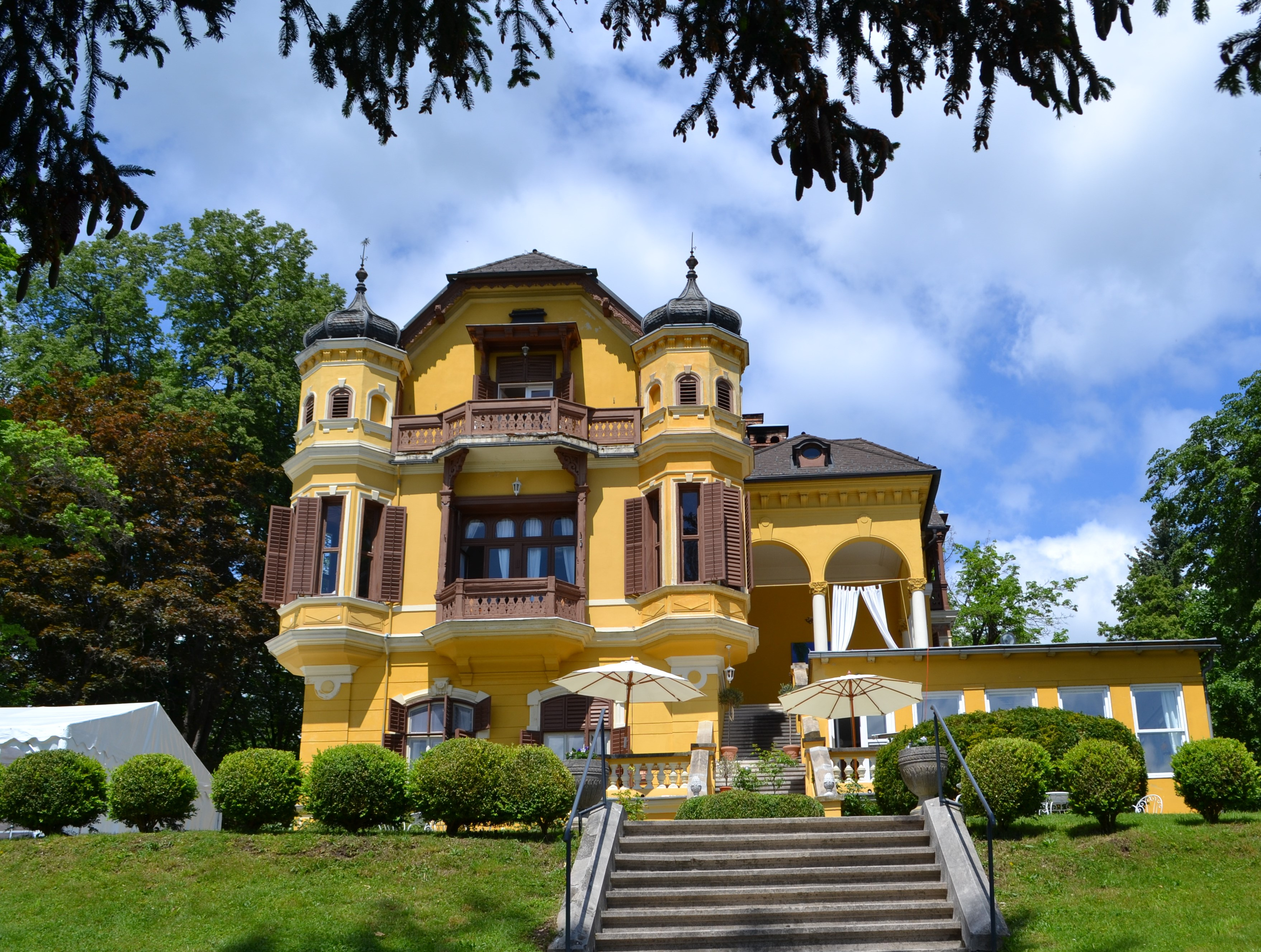
Villa Miralago, Südansicht

Die Villa Miralago liegt am Nordufer des Wörthersees auf dem Gebiet der Gemeinde Pörtschach am Wörther See in Kärnten.

## Geschichte
Die Villa Miralago wurde nach den Plänen des Architekten Carl Langhammer im Jahr 1893 als „Villa Lugg in See“ erbaut. Bauherr der Villa mit Badehaus war der Wiener Industrielle Ludwig Urban senior, daher auch der weitere oft gebräuchliche Name „Villa Ludwig Urban“. Die Familie Urban war eine erfolgreiche Unternehmersfamilie aus Wien. Heute noch bekannte Marken sind Jolly Buntstifte oder DKT – Das kaufmännische Talent. Baumeister war Peter Missoni. Flankiert wird die Villa von den weiteren drei sehenswerten Villen im Stil der Wörtherseearchitektur, Villa Wörth, Villa Seehort und Villa Seefried: Dieses Villenensemble ist das wohl schönste am Wörthersee und einzigartig in ganz Kärnten.

## Baubeschreibung
Eingebettet in einen 6.500 Quadratmeter großen Park direkt am Seeufer bietet die Villa ein architektonisches Erlebnis. Die Eingangsseite ist nicht mit der Hauptseite identisch. Eine aufwändige Gestaltung der Fassade zum See (Symmetrie durch verdoppeltes Erkermotiv) im Stil des Späthistorismus unterstützt den Repräsentationscharakter der Villa.
Das Bade- und Bootshaus besteht aus einem breiten, zum See hin offenen dreischiffigen Unterbau, dessen mittlere Achse, über der sich ein im Grundriss achteckiger, pavillonartiger offener Aufbau befindet, etwas vorspringt. Das Badehaus ist eines der wenigen noch erhaltenen Beispiele einer äußerst aussagekräftigen, hölzernen Kleinarchitektur und der damit verbundenen Badekultur.